# 東薈城

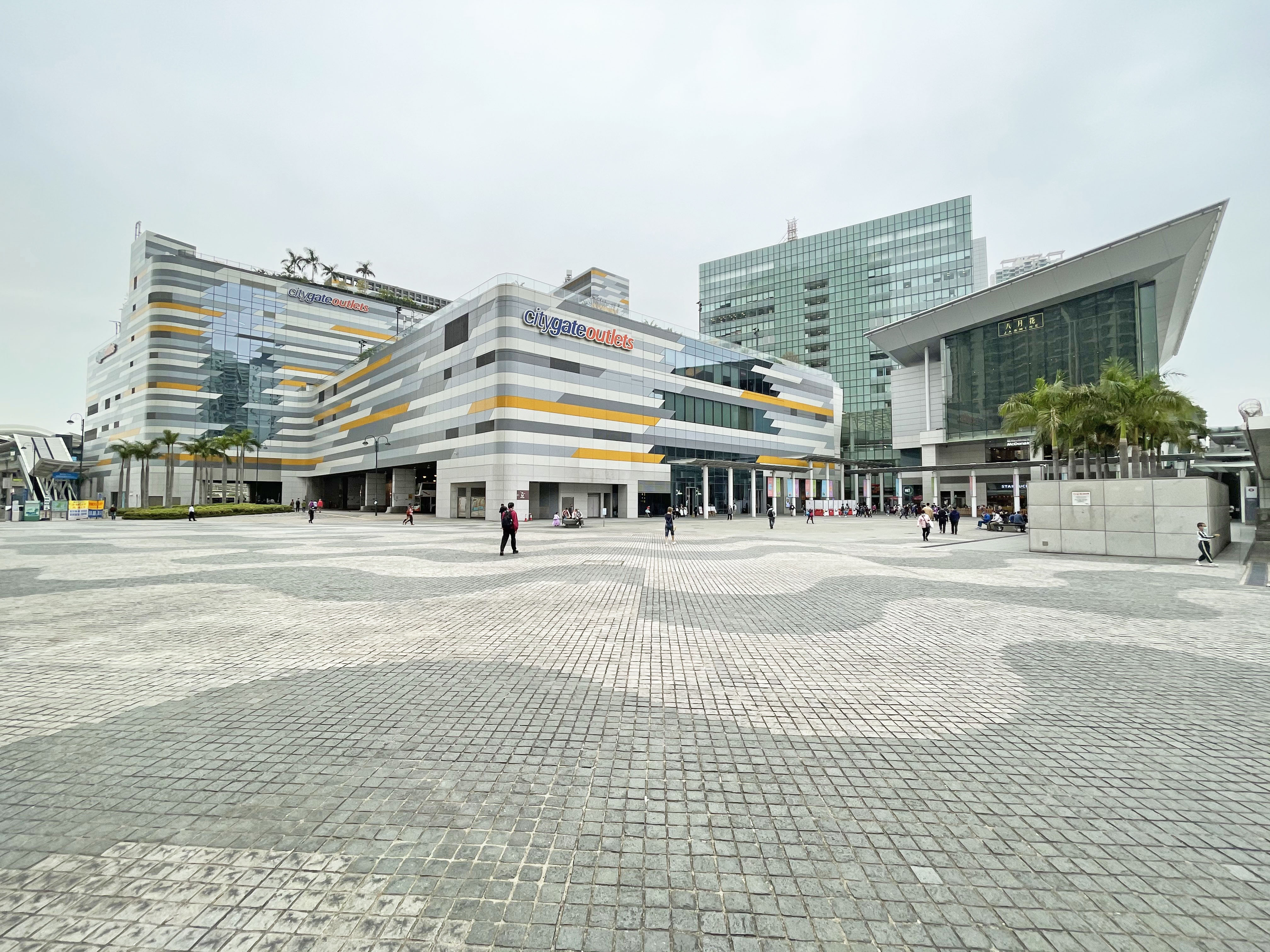
完成擴建後的東薈城（2021年）

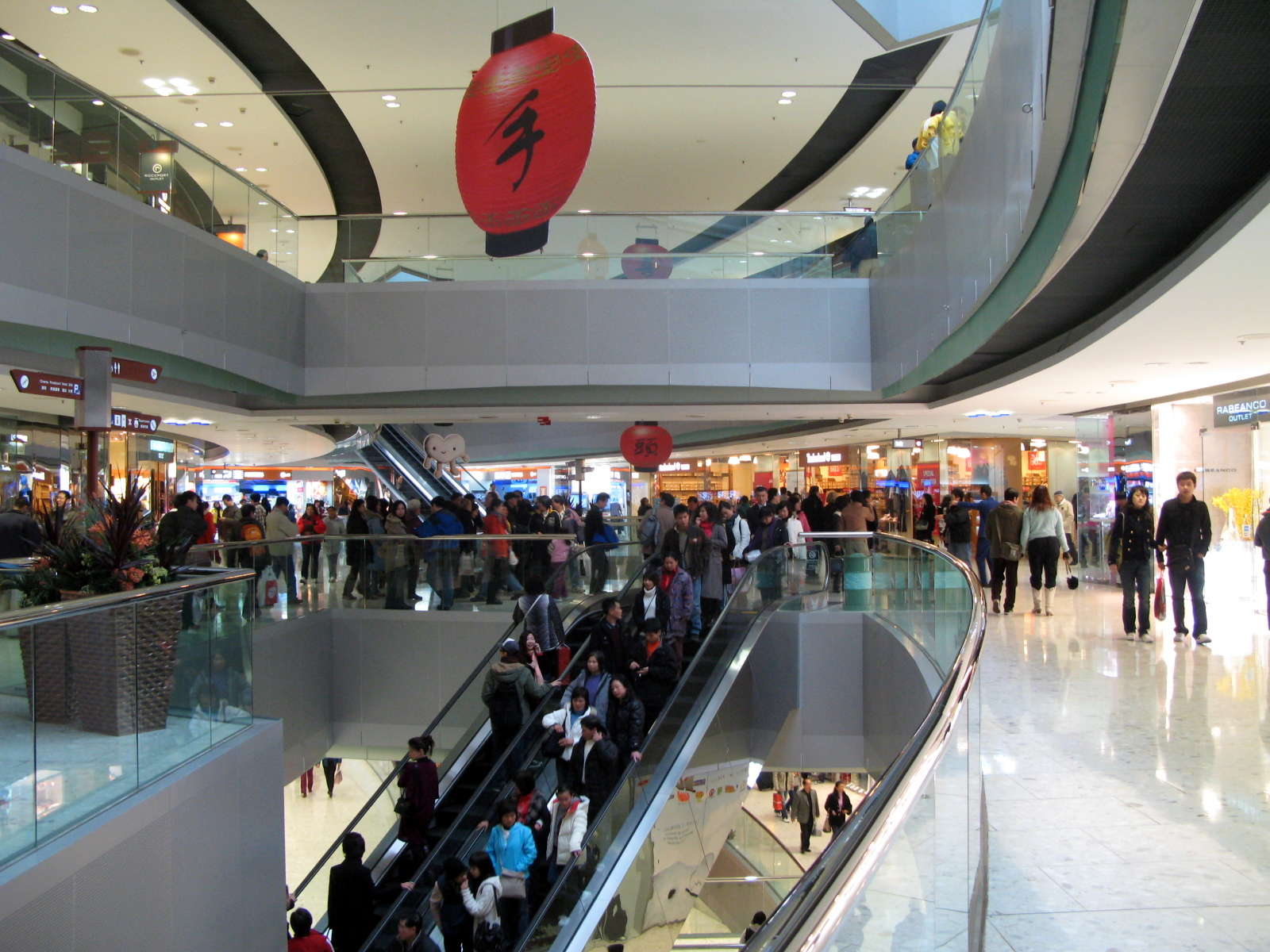
東薈城中庭

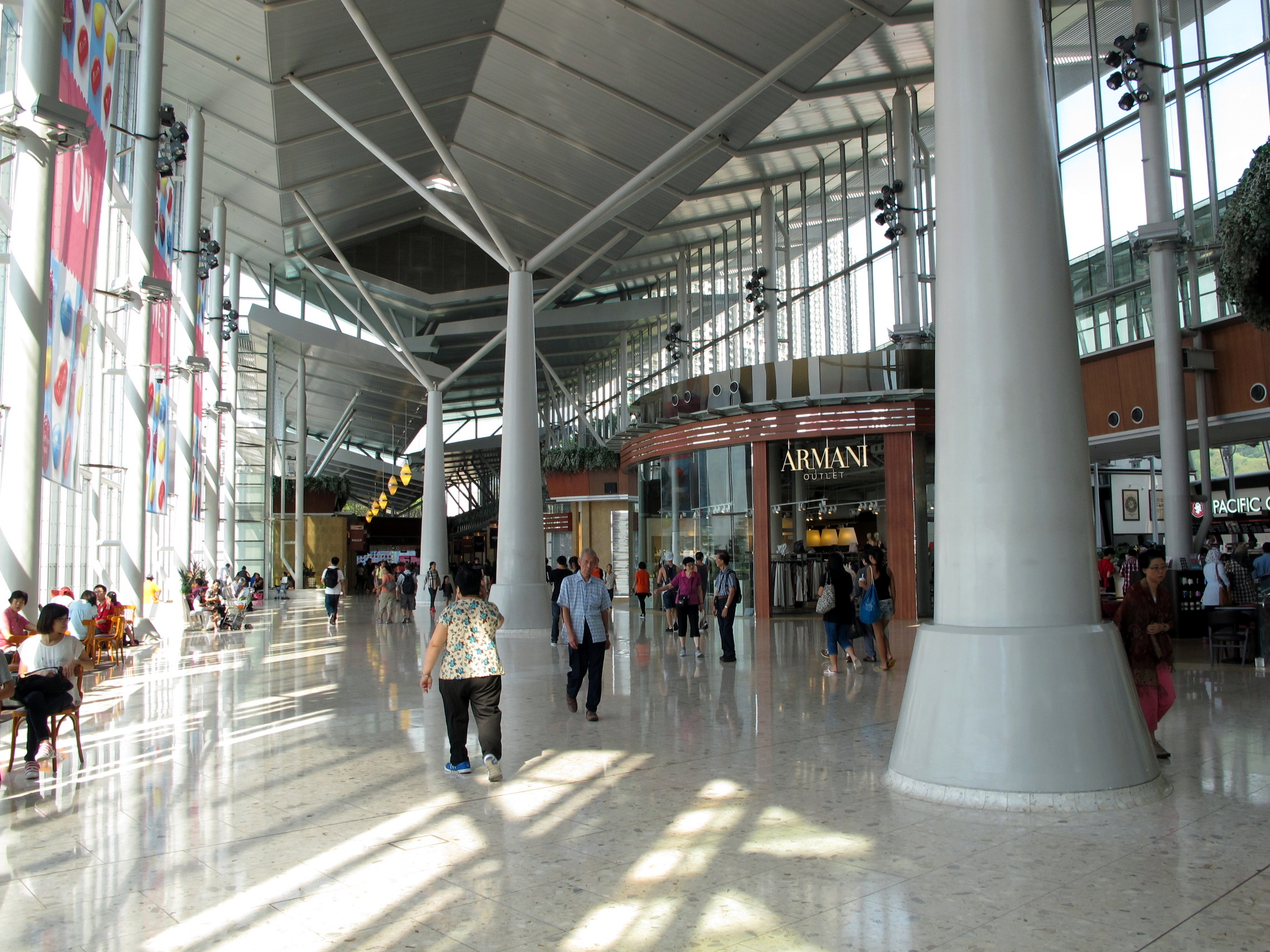
東薈城購物橋廊

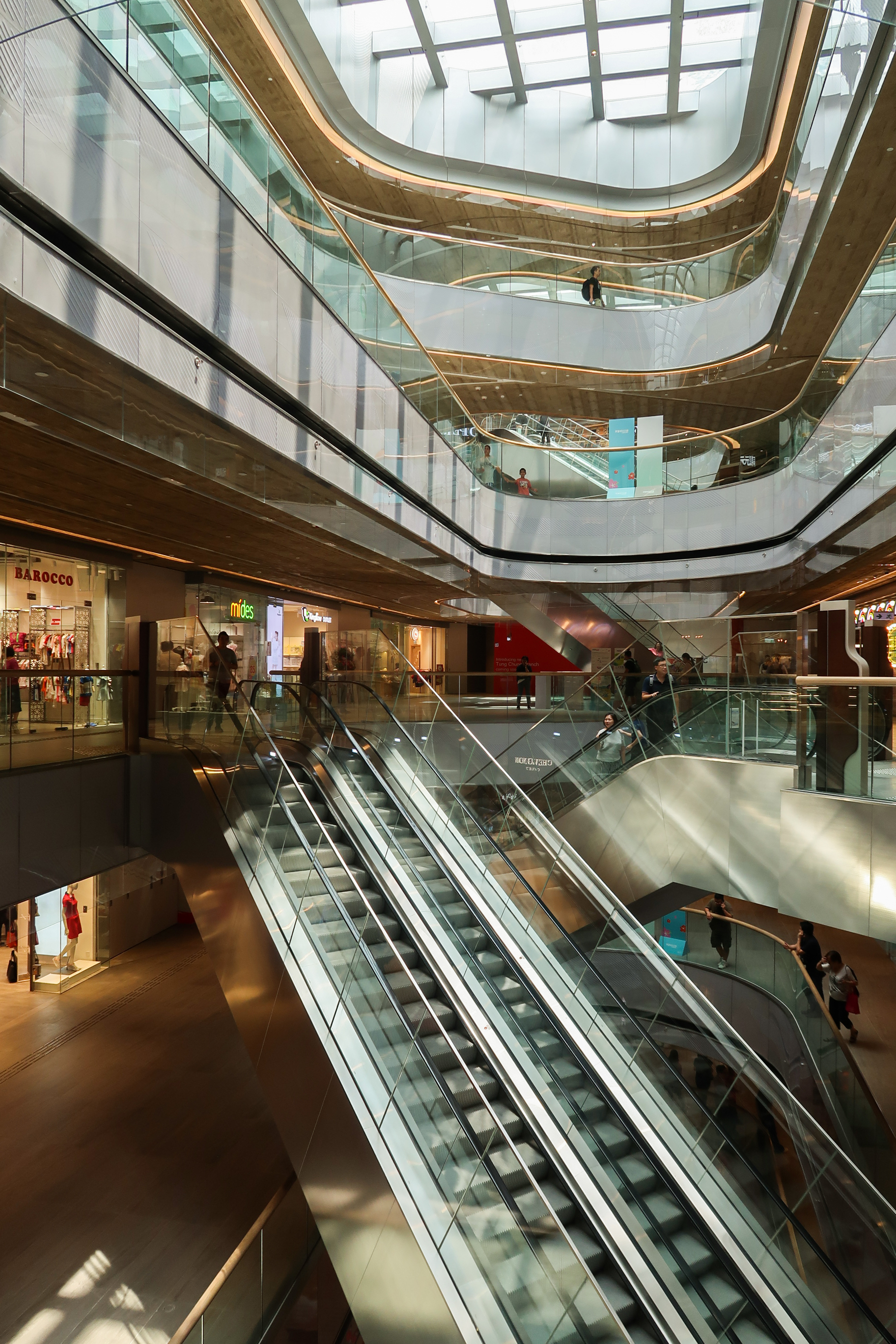
東薈城擴建部分中庭

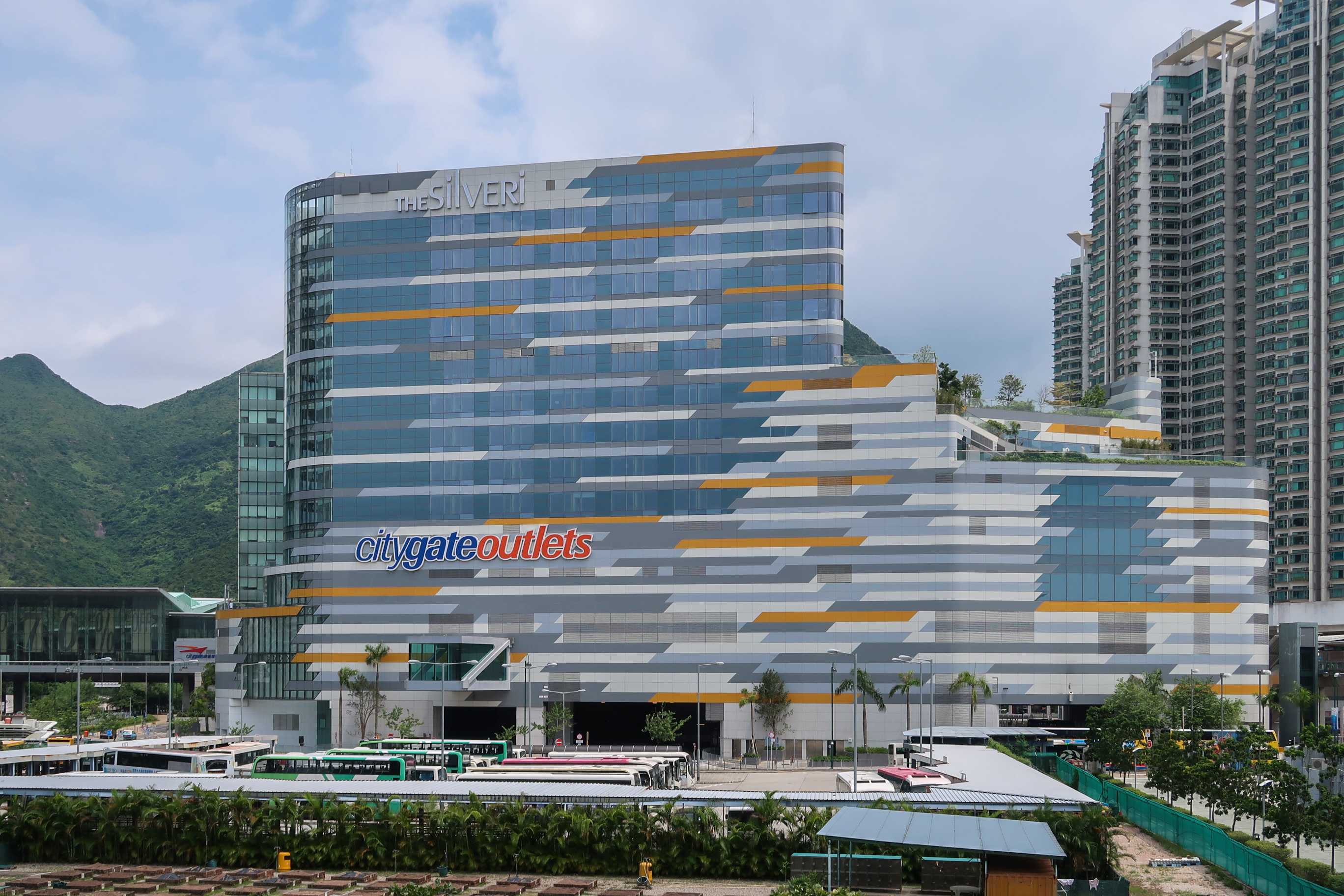
東薈城擴建範圍外貌，上蓋為香港銀樾美憬閣精選酒店

東薈城名店倉（英語：Citygate Outlets）位於香港大嶼山東涌達東路20號，是一個綜合性商業物業，鄰近港鐵東涌站，香港國際機場和昂坪360，由一個名店折扣商場「東薈城名店倉」、一座甲級辦公大樓「東薈城第一座」和兩間酒店三部分組成，由恆隆地產、恆基兆業、新世界發展、新鴻基地產及太古地產合資組成之公司Newfoundworld Investment Holdings Limited持有，並由太古地產管理。商場部分於2000年正式啟用，酒店部分命名為諾富特東薈城酒店及擴建部份商場上蓋為香港銀樾美憬閣精選酒店，亦分別於2006年初及2022年5月開業。東薈城名店倉進行擴建和局部重建於2019年8月竣工，同月20日起分階段開幕，於2020年1月全面開幕。

## 歷史
東薈城於2000年4月啟用時，租戶主要以服務區內的居民為主。包括當年香港其中一間最大的百佳超級廣場（佔地約45,000呎）、嚤囉街餐廳、Delifrance、高登眼鏡、麥當勞餐廳、Haagen-Dazs及萬寧等。到了同年10月，美心集團於商場二樓開設佔地24,000呎大型美食廣場，命名為「繽紛美食坊」。美食廣場除了設有11間不同類型食肆外，還有遊樂場、跳舞機、上網特區等設施。同年12月開業的東薈城UA戲院，更是全港第一間戲院內設戲院酒吧。
為配合區內人口增加，香港賽馬會2003年8月於商場開設佔地4,000平方呎投注站，投注站內設有展覽櫥窗，用以陳列展品，並有可容納150人的影視大堂。後來已搬到逸東廣場。
2005年，自Esprit在商場開設全港首間名店倉後，太古地產將東薈城由目前的地區式商場，重新包裝成Factory Outlet，引入多家國際品牌，包括 Calvin Klein、Nike，及服裝品牌OZOC、Invidi（均已搬遷）等，已計劃進駐東薈城，開設Factory Outlet。為了確保各品牌的直銷場只此一家，太古更要求在東薈城開設Factory Outlet的商戶，結束在港經營的直銷場，才可在東薈城設點。
2006年，更多食肆進駐東薈城，包括香港首間設有gelato雪糕專櫃的Pacific Coffee、香港第一間設有露天悠閒區的意粉屋、以地方美饌作招徠的金滬庭京川滬菜館、新派中式酒家聯邦皇宮、以地中海菜式為主的Olea、以及咖啡室Moccato。同年6月，百佳超級廣場改裝為TASTE超級市場，場內多間outlet開始陸續啟業，包括Moiselle、Bauhaus（已搬遷）及Levi's Outlet等。同年8月，太古地產宣佈東薈城正式改名為東薈城名店倉，及轉型為香港首個名牌折扣商場，例如有DKNY，Esprit及D-Mop Outlet等。全商場55個商戶中，名牌特賣場佔21個。場內續租的租戶已經由正價轉做特價場。商場經轉型後，商場出租率、人流及商戶營業額均上升了不少。
2008年1月，「繽紛美食坊」舊址改建為大食代（Food Republic）大型美食廣場，更多高級國際品牌，包括Bally、Polo Ralph Lauren、Jill Stuart、Lanvin等直銷場於商場內啟業。
2009年4月25日，東薈城過境巴士線（皇崗過境巴士東涌東薈城線及深圳灣跨境巴士東涌東薈城線）開通。
2011年12月，於東薈城第一座商業大樓10樓增設「拾寶倉」（10th Avenue），以售賣鞋子為主的店舖，包括Guess Accessories Outlet、Lacoste Accessories Outlet、Catalog Outlet、Moiselle Outlet、Aerosoles Outlet、Dr. Kong Footcare Outlet 、Le Saunda Outlet、I.T Outlet。
2013年3月，由太古地產等組成的東薈城財團以23.28億元，奪得東涌商業用地，樓面地價每平方英尺4,314元，2015年進行擴建工程，原預期於2018年下半年落成，屆時零售部分將有約100個店舖，酒店則預計可提供200間房間。新項目會開設一個備有四個影院的電影院，預計2018年落成後開幕。除戲院外，新項目還計劃提供不同價格水平的商店及餐飲選擇，兼顧本地居民及旅客的需求。
2015年4月起，為配合東薈城商場擴建工程和興建新酒店工程，原來新大嶼山巴士、愉景灣交通及旅遊巴的露天巴士站現已完全拆除，現時改用新的臨時露天巴士站（位於東涌纜車站旁）。而所有巴士亦因舊的出入口封閉要改用新的美東街出入口。工程完成後設有一個大型室內公共交通運輸中心，已於2019年4月下旬正式開放。
2016年1月，東薈城名店倉內免費Wi-Fi服務啟用。同年9月20日，東薈城名店倉內的UA戲院和大食代結業，以擴建商場新翼和興建新的酒店，另會興建新的戲院。同年12月新的食肆，包括太興飲食集團旗下台式餐廳茶木、美心食品集團經營的星巴克、PizzaExpress在內的5間會在商場北翼地下開張。
2019年8月20日起，東薈城名店倉2期分階段開放。
2021年3月8日，UA東薈城因疫情關係結業。
2021年6月17日，MCL東薈城接手前UA戲院位置開業。
2021年6月18日，東薈城名店倉首次在4樓露天廣場聯同麥田捕手合辦假日市集，即出走市集自然森活，隨後日子東薈城名店倉亦不定期在部分節日和暑假繼續與麥田捕手合辦假日市集。
當中亦會邀請多位香港歌手和藝人到市集演出或擺檔（例如馮寶欣、林欣、Lolly Talk、張天賦等，除了與麥田捕手合辦的假日市集外，亦偶爾有其他組織或NGO在該露天廣場舉辦市集或活動。
2022年6月，玩具反斗城和Bricks House玩具舖在東薈城名店倉新翼開業。
2022年10月，美國冒險樂園在東薈城名店倉新翼開業。

## 特色

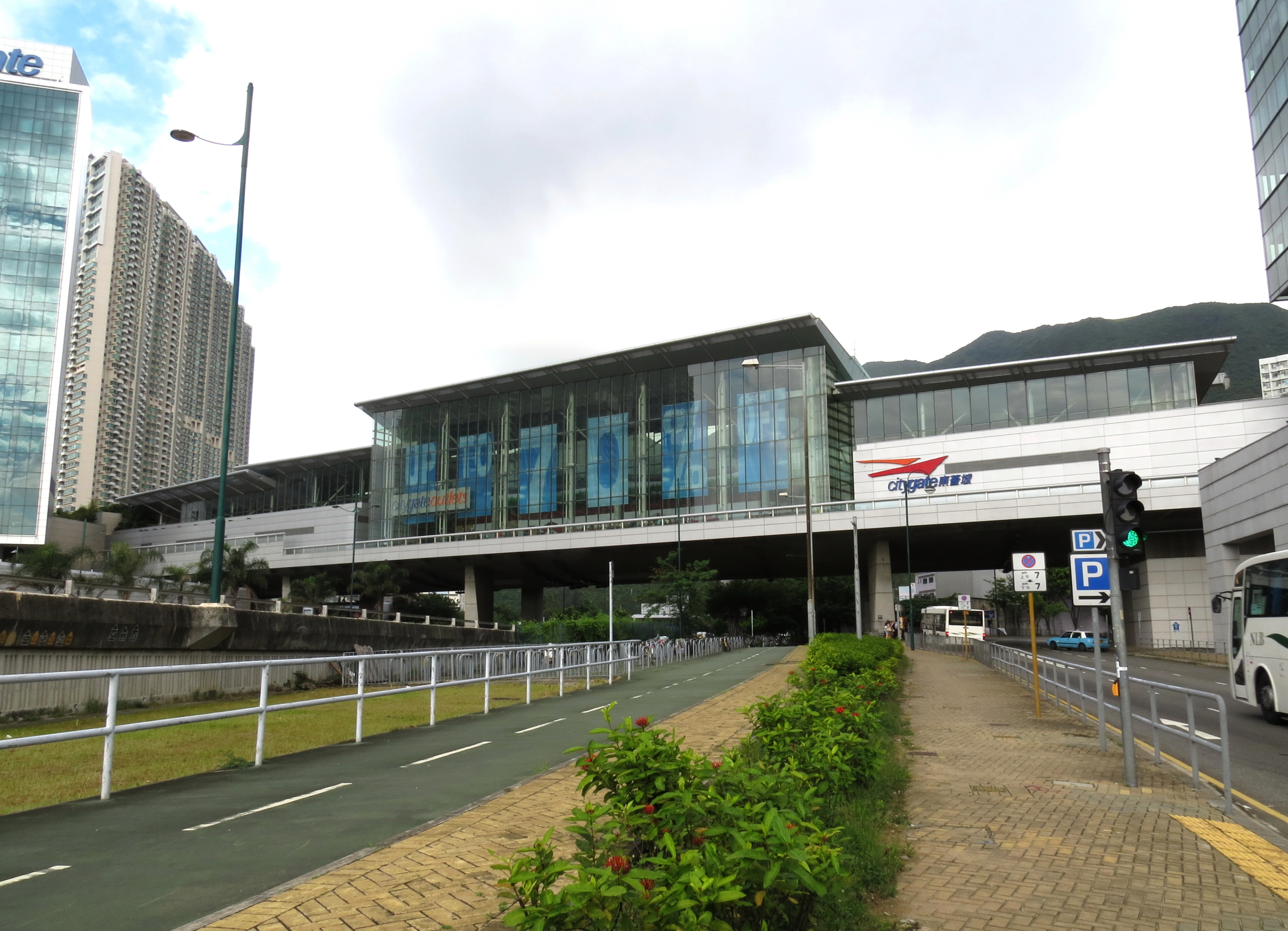
東薈城名店倉的西北面外貌，可看到橫跨北大嶼山公路的購物橋廊。右面的道路為達東路

東薈城名店倉1期部分樓高6層（包括位於10樓的拾寶倉，現已改為樓上），東薈城名店倉2期部分樓高9層，佔地80萬平方呎。同時東薈城名店倉2期部分的空中花園為假日市集、展覽及表演場地，2樓亦有一個中庭廣場用作展覽和表演場地之用途。另外還有2間酒店（包括諾富特東薈城酒店和東薈城美憬閣酒店）分別設於1期和2期。此外1期商場部分設有一條連接東涌南北兩端、橫跨北大嶼山高速公路的購物橋廊。商場更是香港首個名牌折扣商場。商場外的露天廣場設有音樂噴泉，此噴泉為現時全港唯一常設音樂噴泉。表演時間是每日下午1時正及7時正；星期六、星期日及公眾假期加開下午4時正一場。
此外，東薈城名店倉經常會舉辦一些吸引顧客的大型活動、展覽及表演，包括「翻天蜘蛛」、「繽紛滿載」及「奪寶迷城」等。
由於東薈城名店倉鄰近香港國際機場和港珠澳大橋香港口岸，故此商場中外遊客極多。

## 擴建和局部重建工程
東薈城由2016年至2019年期間進行擴建和局部重建，擴建部分樓高9層，總樓面約48萬方呎，由LWK Interior負責設計。該處引入至少50個新品牌，主要包括Versace﹑Ermenegildo Zegna、ba&sh、GAP Outlet﹑Superdry 、全港首間LINE FRIENDS Store outlet和中國免稅品（集團）有限責任公司旗下香港首間多品牌旅遊零售店cdf Beauty。
食肆方面包括六小館、羲和小館、日式料理餐廳鍋處Hana、春水堂、叙福樓集團經營的好鍋日子和牛角J、Outback Steakhouse、樂天皇朝、洪師父台灣牛肉麵、美心食品集團經營的元氣壽司和一風堂等食肆。頂層7樓更設有大食代旗下的美食廣場「食代館」，佔地9,000平方呎，以香港本土情懷為主題。場內亦設由UA營運的戲院和佔地逾1,600平方呎的顧客服務中心。
戶外空間設於4樓，6樓至7樓。其中4樓的空間可舉辦周末露天市集、展覽及表演，其中4樓的戶外空間於2021年6月18日起正式有假日市集舉辦。而6樓至7樓的休憩空間可眺望東涌游泳池和東涌灣景緻，唯未有對外開放。商場原計劃在2019年8月13日開業。但其後因工程延誤，而滯後到同年8月20日起分階段開幕，並於2020年1月全面開幕。
擴建部份商場有一部分上蓋為香港銀樾美憬閣精選酒店，提供約200個酒店房間，原計劃2020年首季開業。不過因受到2019冠状病毒病疫情影響，延遲到2022年5月開業。

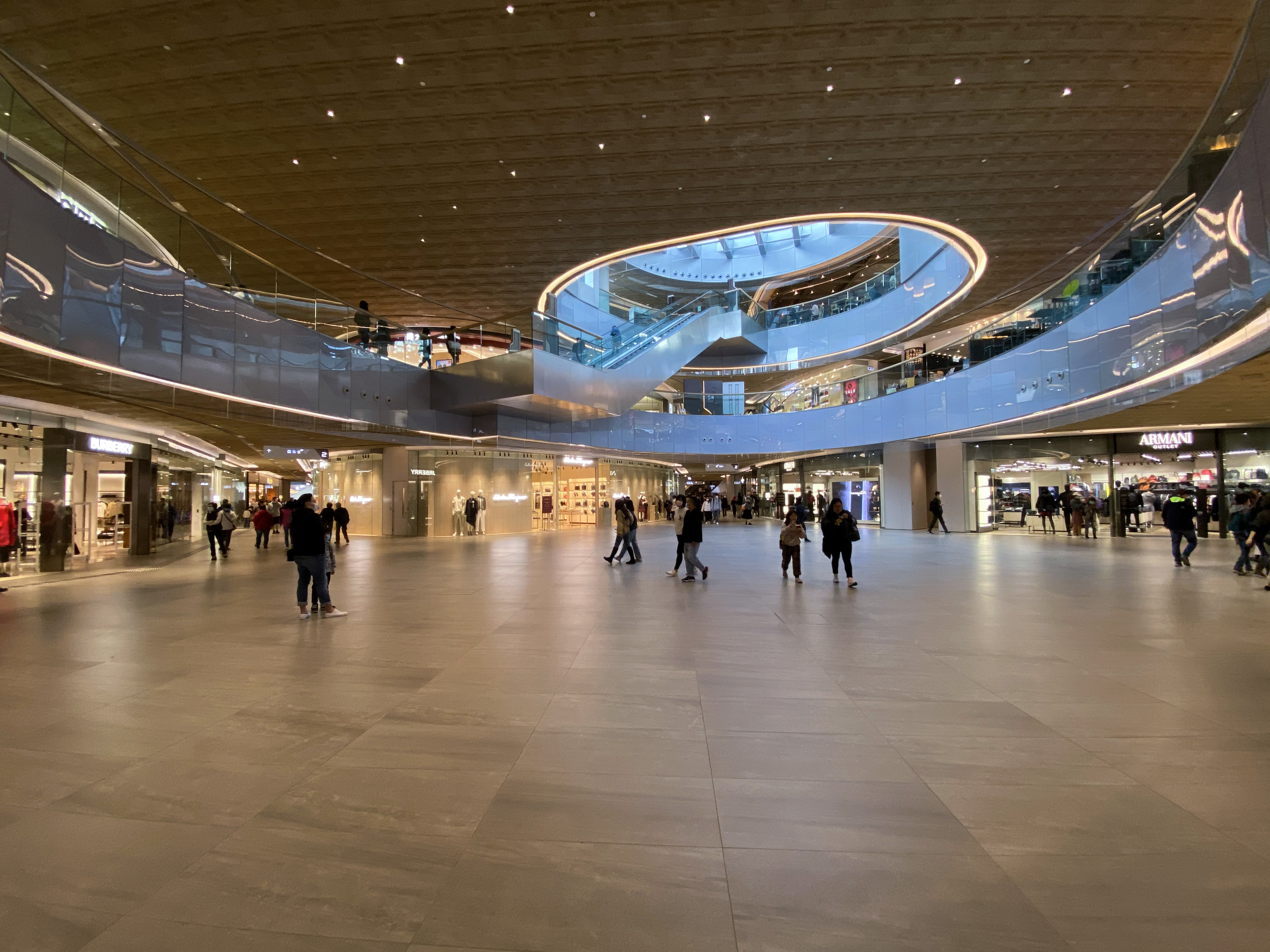
局部重建範圍的中庭，周邊以名店為主
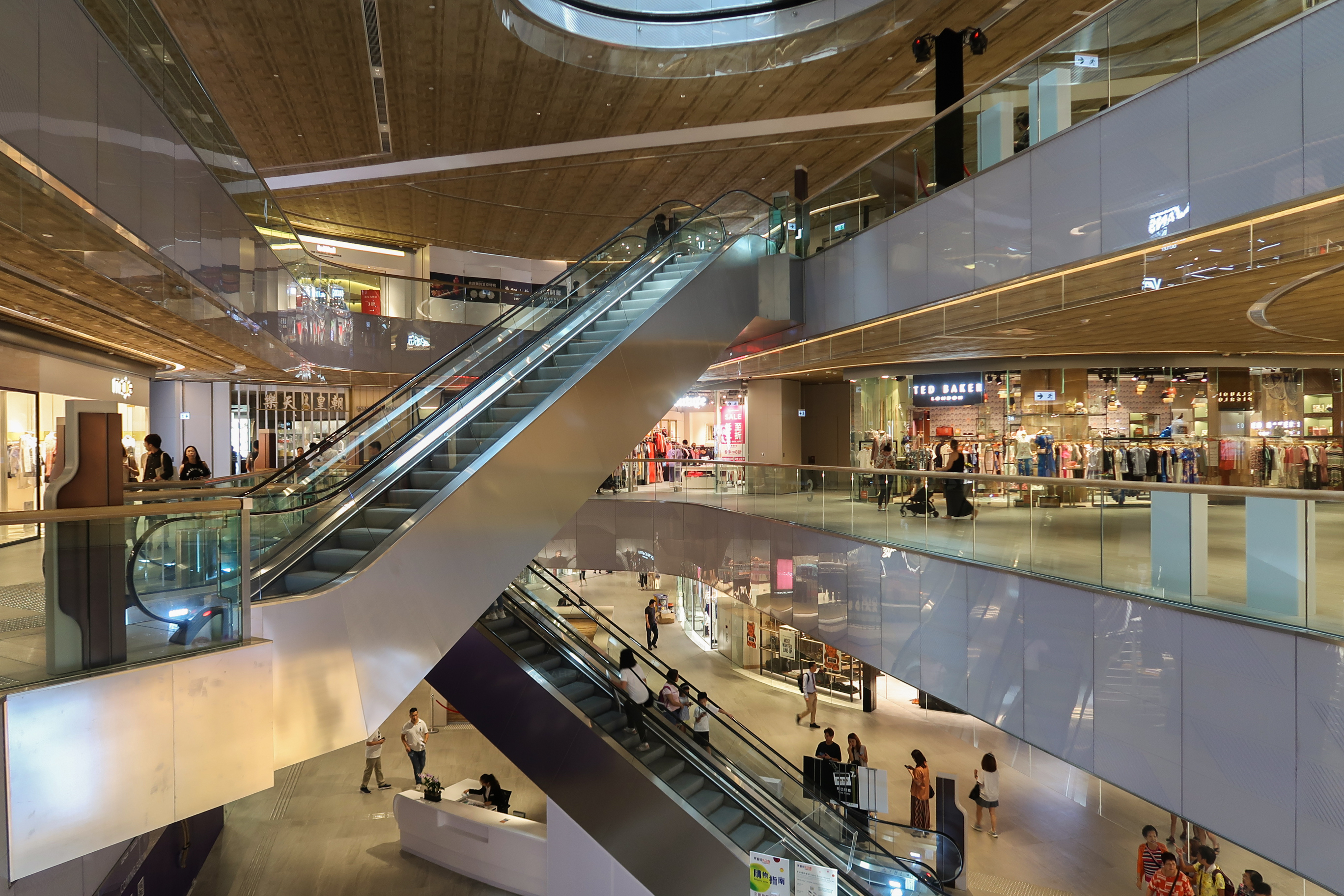
3樓商店
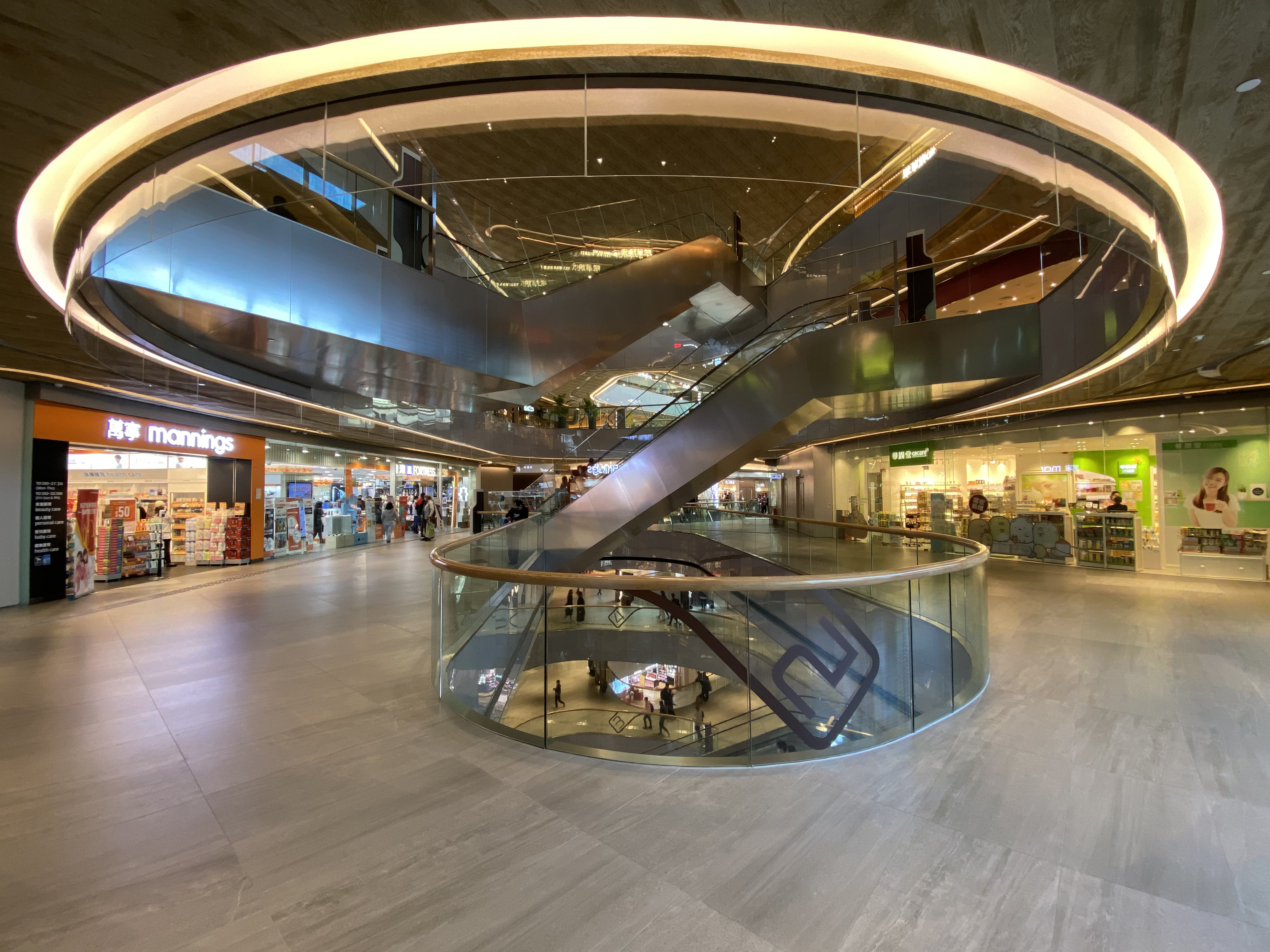
5樓商店
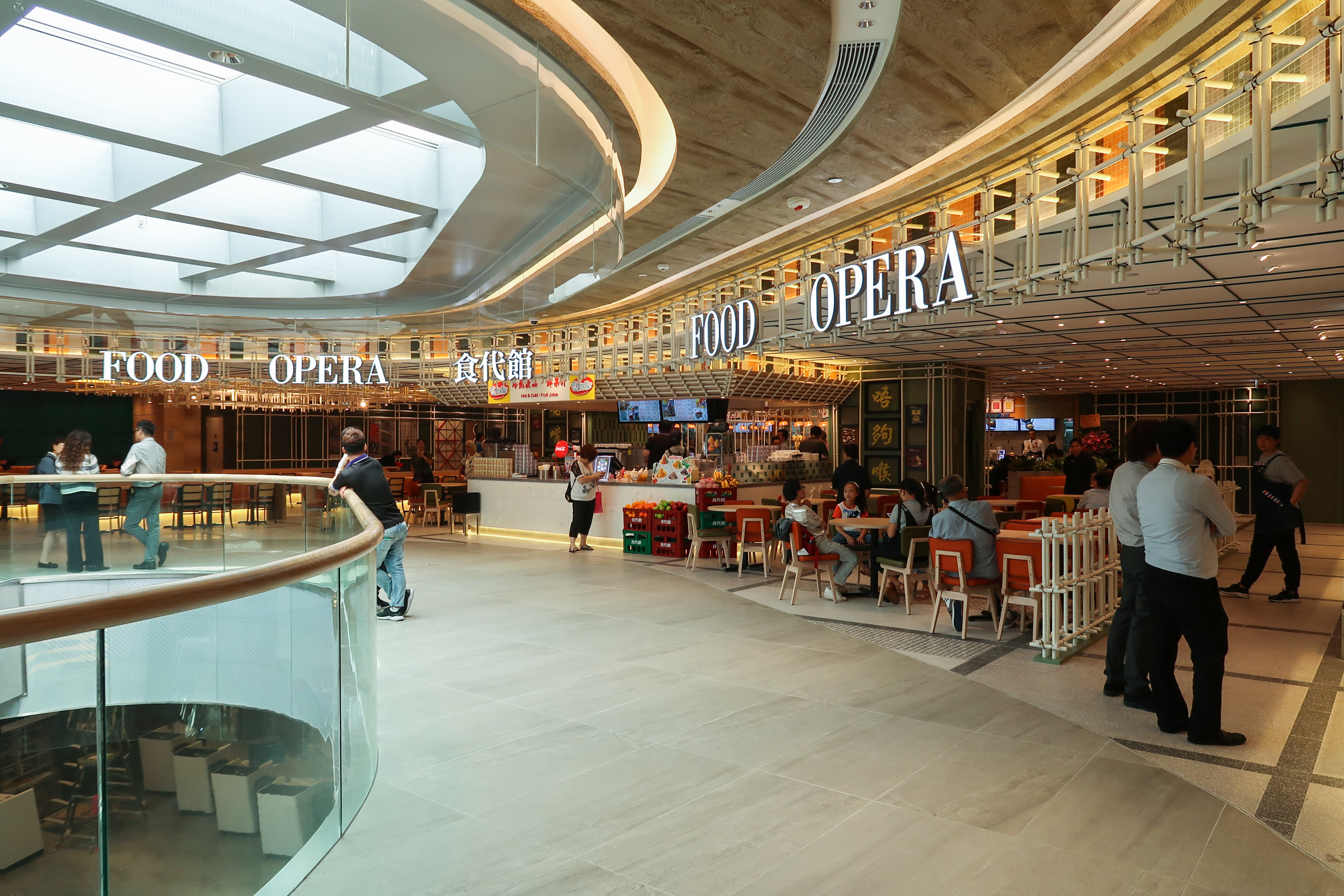
7樓美食廣場「食代館」
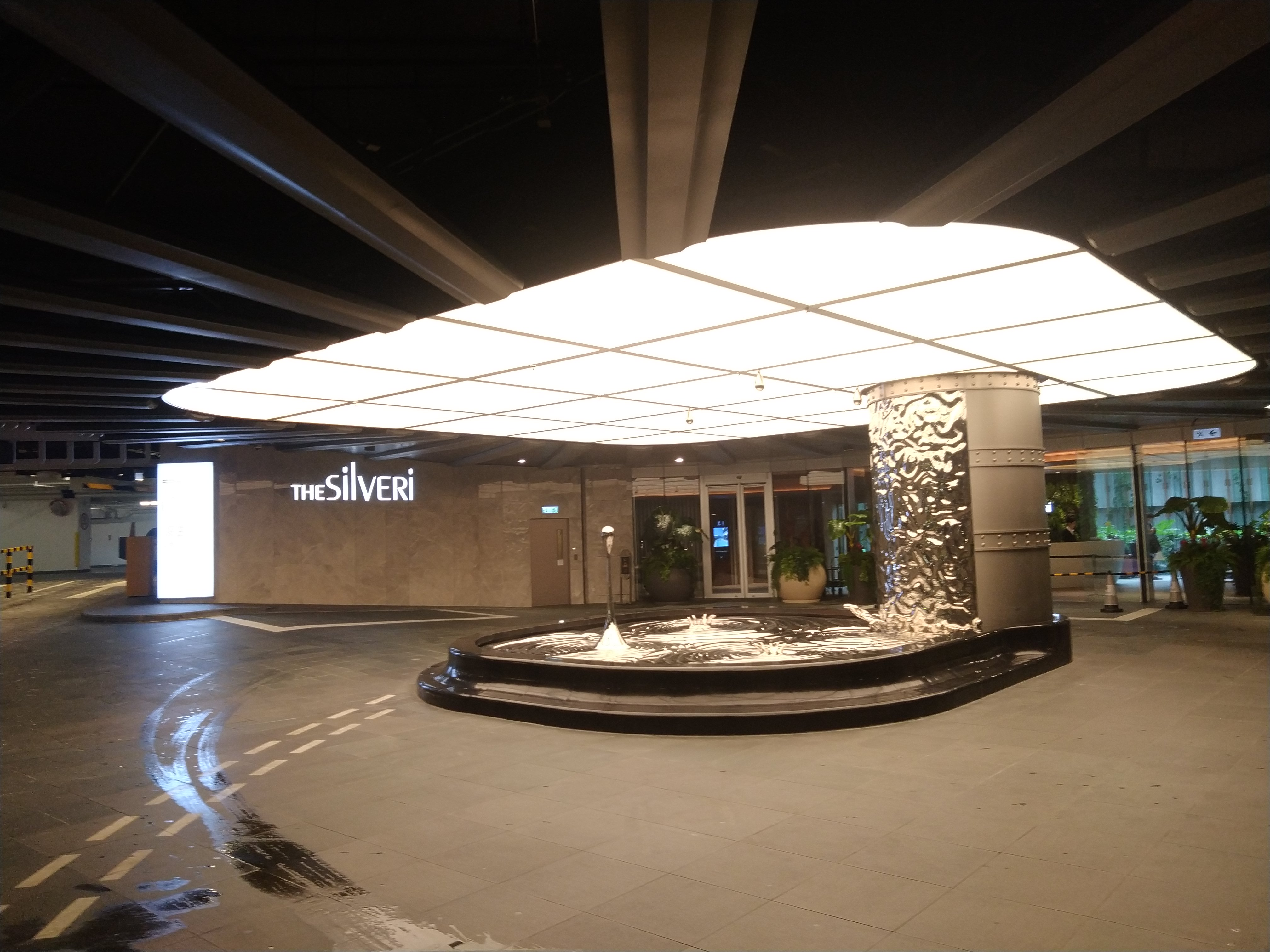
B1層的東薈城美憬閣酒店大堂及南面S1停車場入口

| 興建圖片                                                                  |
| ------------------------------------------------------------------------- |
| - 2016年3月 - 2016年8月 - 2017年8月 - 2018年2月，左方原有的商場已拆卸重建 |

## 霸佔公共用地事件

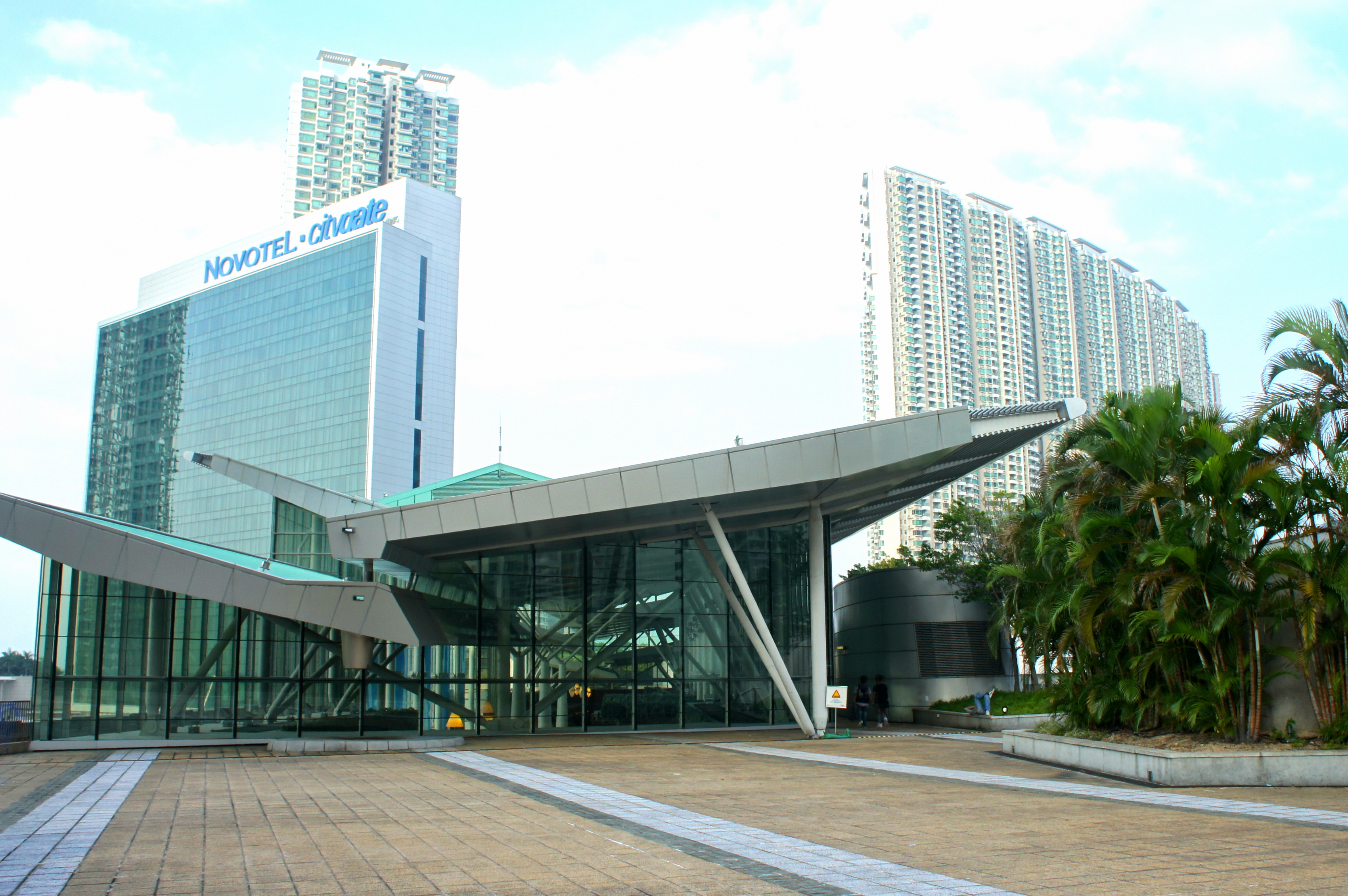
東薈城天台花園為公共空間

2009年3月，有報章發現商場位於3樓佔地90,000平方呎的公共天台花園，建築師原本預留兩條樓梯通往該處，分別位於藍天海岸的行人天橋、及港鐵東涌站出口旁，方便公眾進入。不過管理公司多年來一直用鐵馬攔着兩條樓梯，並且派保安員巡邏，不准公眾使用，令天台花園變相成為商場的私家後園。現在該公園已重新開放。
另一方面，發展商自2007年底起，在橫跨北大嶼山公路的24小時公眾行人通道（即行人天橋）上，搭建3個臨時商舖作為出租牟利，每個商舖面積約200平方呎。以每個月租3萬元保守推算，估計管理公司過去一年多透過出租公共空間有最少144萬元收入。
太古地產回應稱，地契要求提供「OpenSpace」，只解作「空間」，並非「Public Open Space」，不算公共空間，毋須對外開放。發言人又指，在公眾行人通道上出租的商舖，屬臨時搭建，不受《建築物條例》監管。不過屋宇署早已在2008年7月接獲投訴，指東薈城行人天橋及商場第一層有僭建物，於是派員視察，並於2008年9月發信予太古地產要求清拆，其後業主聘請認可人士，多次向該署提出該等僭建物屬豁免工程，但該署已回覆並否定此說法。屋宇署在2009年3月24日向業主發出清拆令，要求業主清拆有關僭建物，若業主拒絕清拆，屋宇署會採取跟進行動。太古地產就事件向公眾道歉。

## 獎項
- 2000年：香港建築師學會年獎 - 優異獎
- 2002年：優質建築大獎 - 優異獎
- 2007年：國際購物中心協會 - MAXI銀獎（綜合組別）
- 2018年：香港綠色建築議會 - 綠建環評既有建築（2.0版） 綜合評估計畫 – 最終鉑金級
- 2018年：香港零售管理協會（HKRMA） - 2018 傑出服務獎 - 十大傑出服務零售品牌

## 圖集

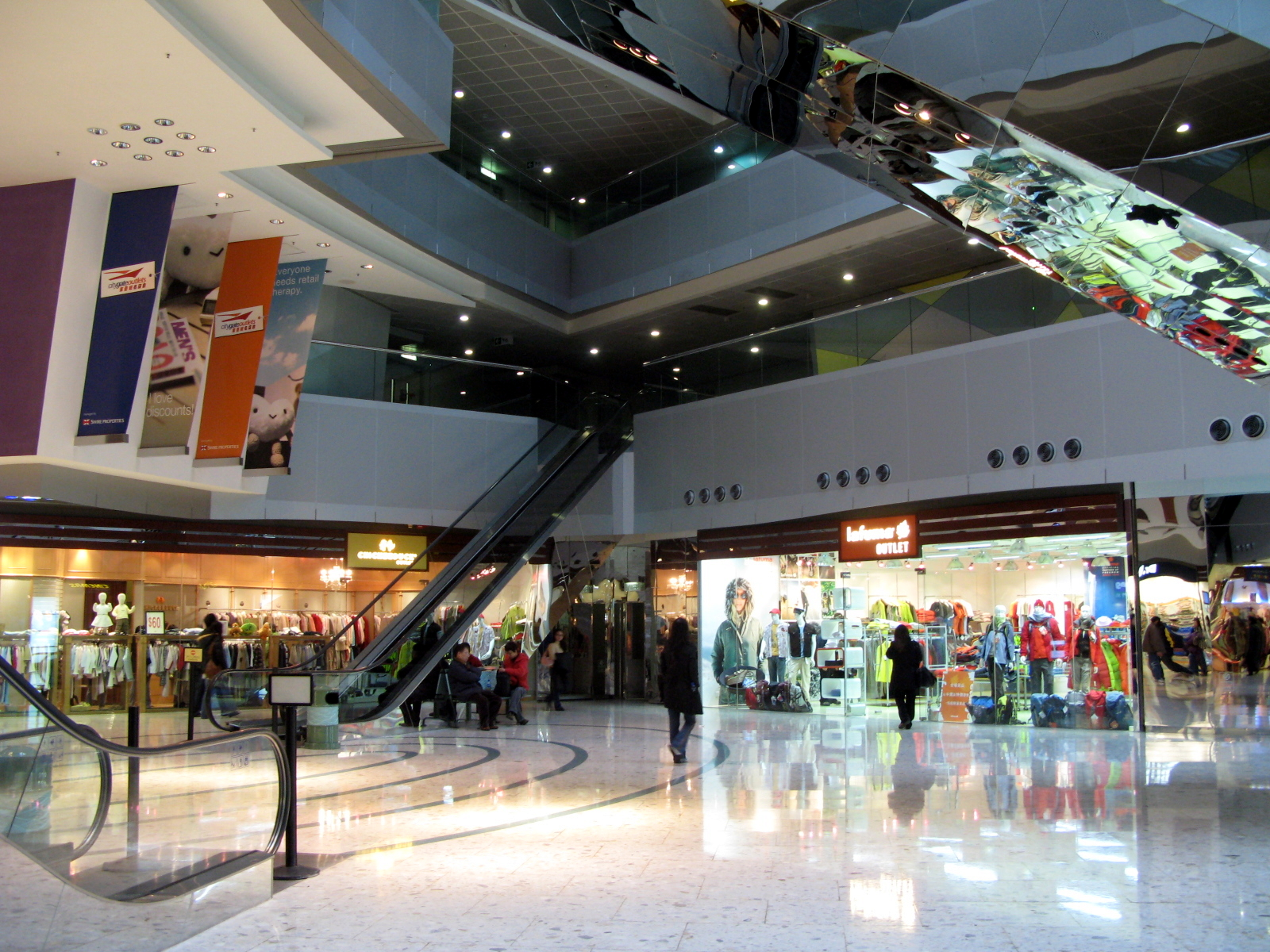
東薈城戲院部分中庭，該範圍已經在2017年清拆並成為東薈城新翼部分（2008年）
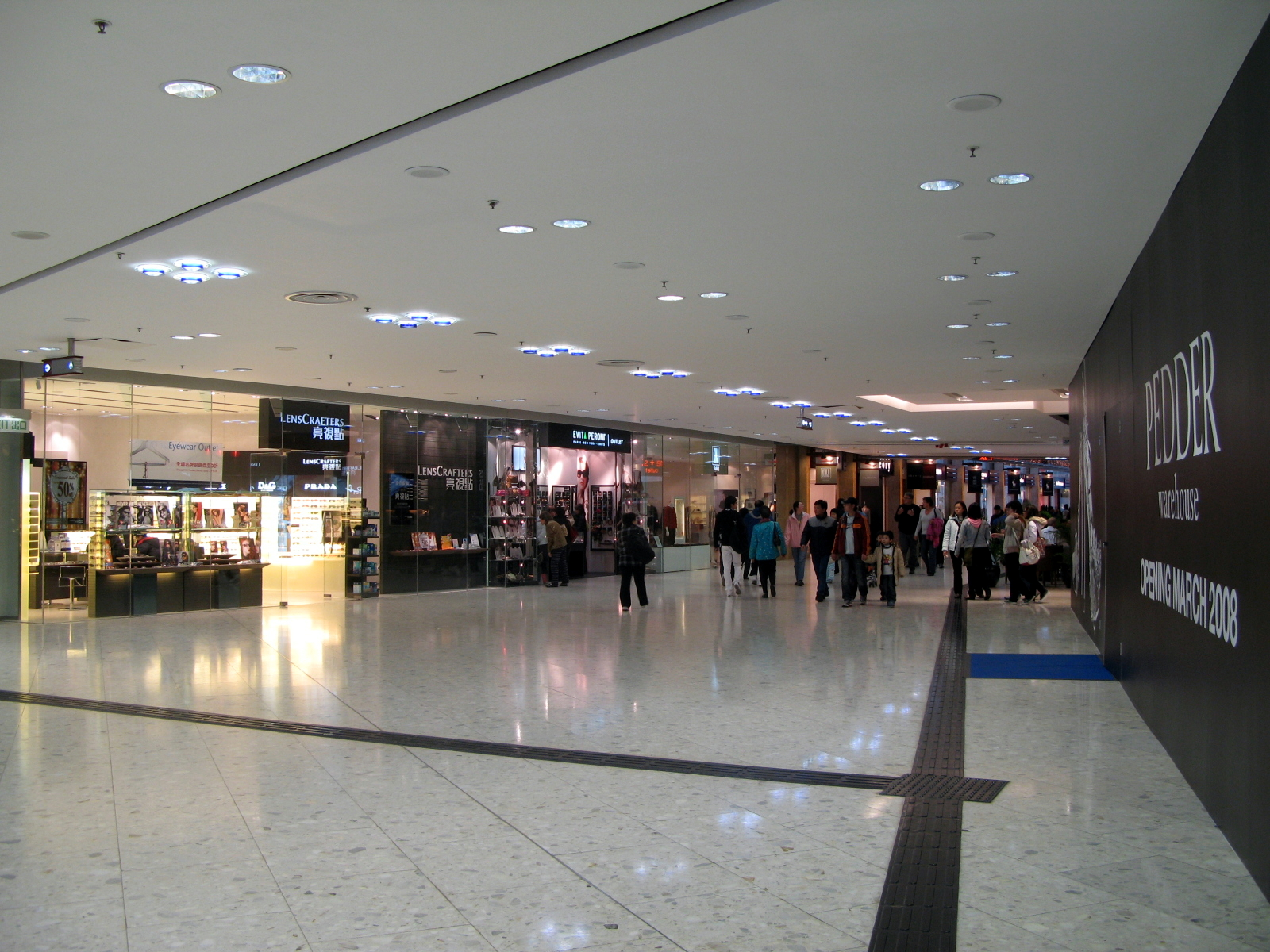
商場北區2樓通道（2008年）
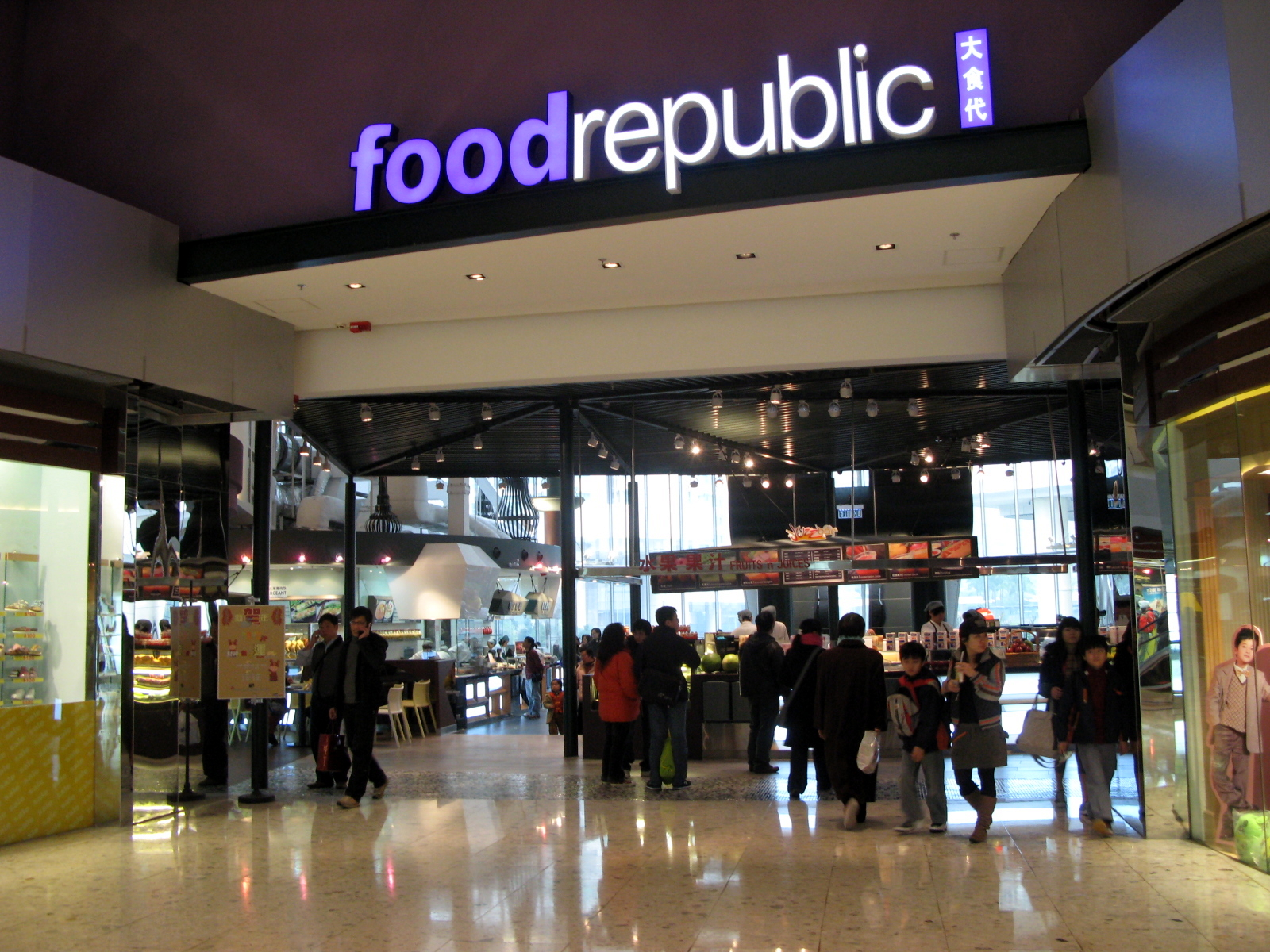
大食代美食廣場入口，已結業並成為東薈城新翼部分（2008年）
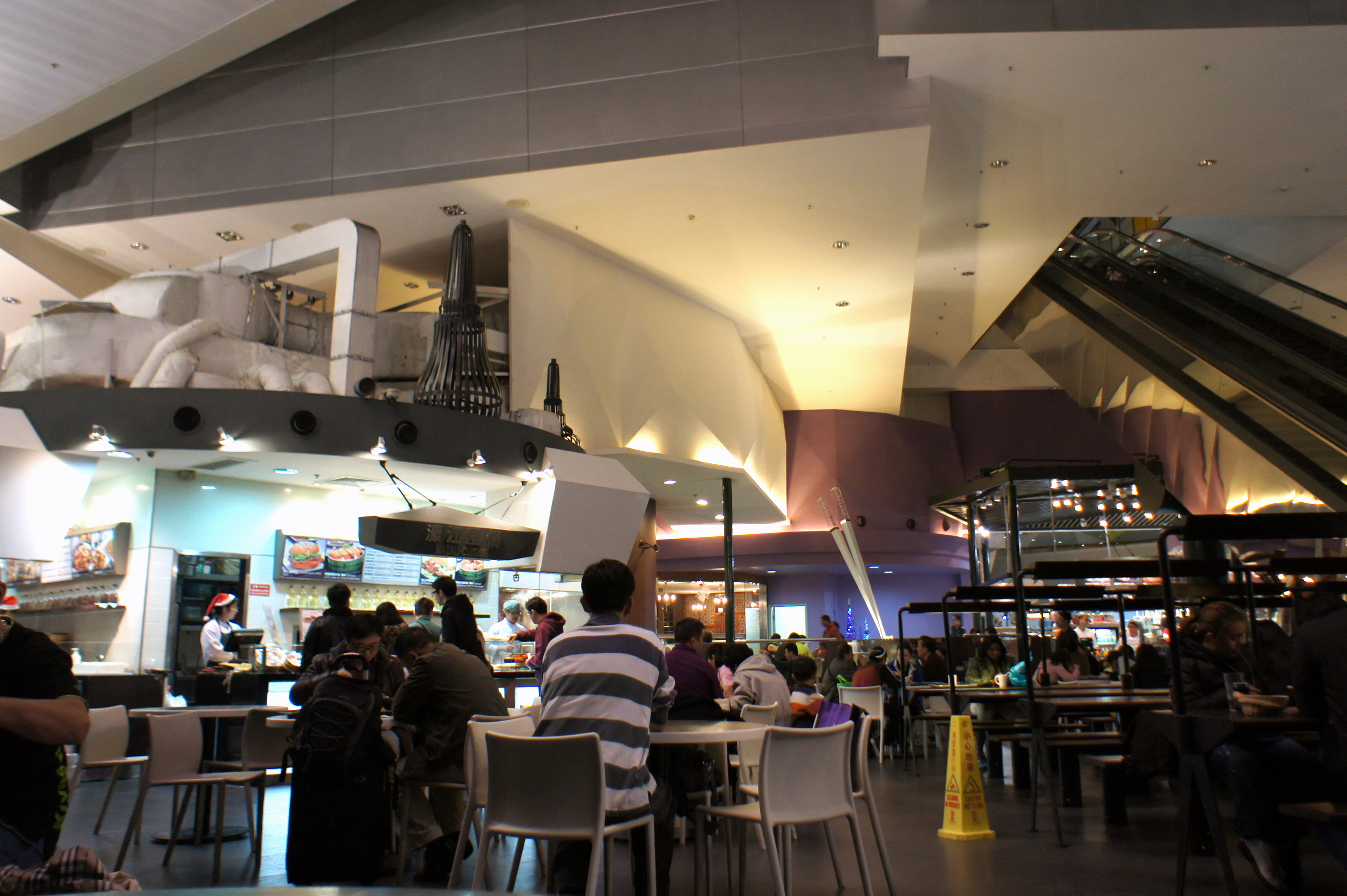
大食代美食廣場內貌，已結業並成為東薈城新翼部分（2011年）
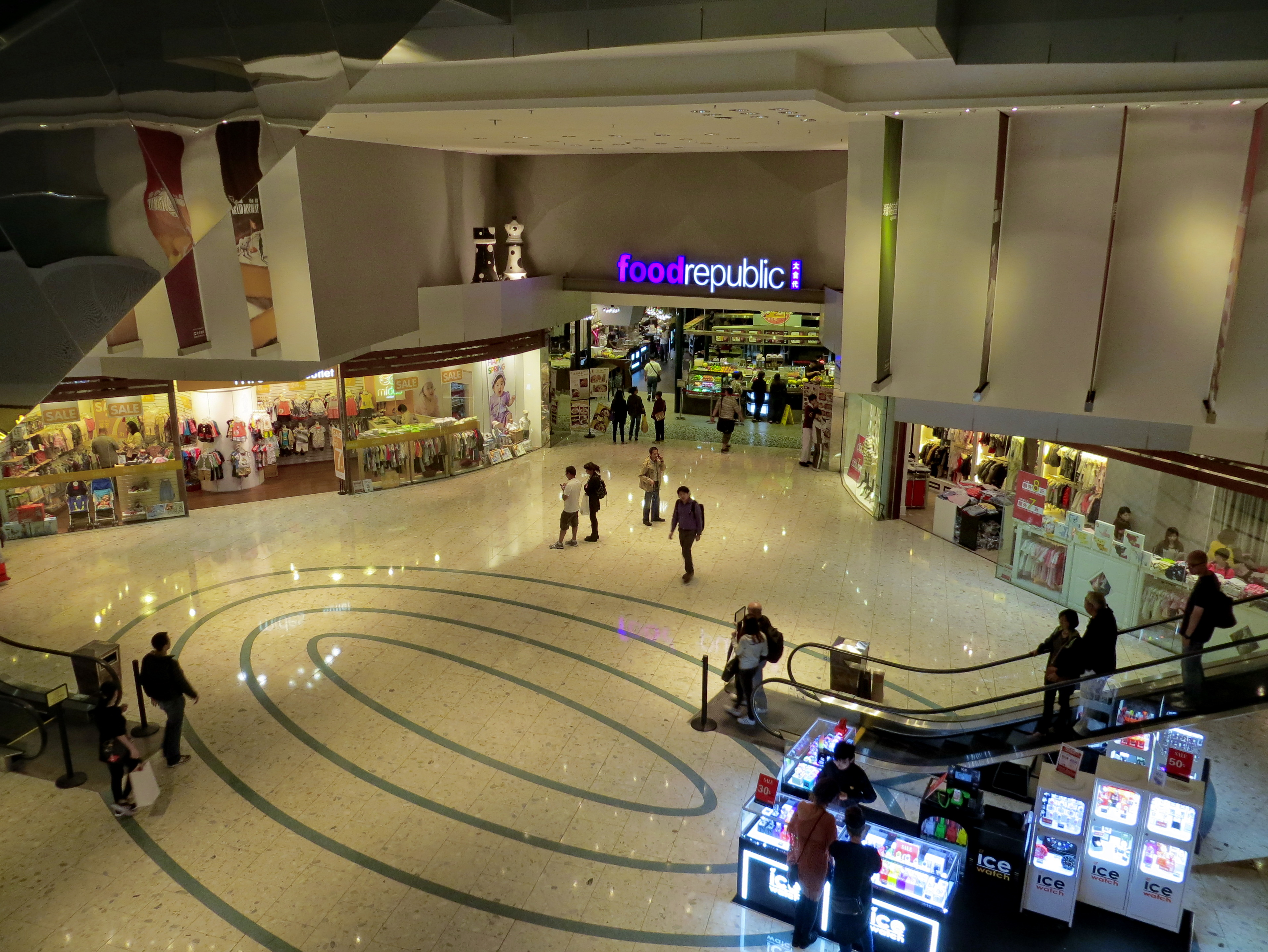
大食代美食廣場入口，已結業並成為東薈城新翼部分（2014年）
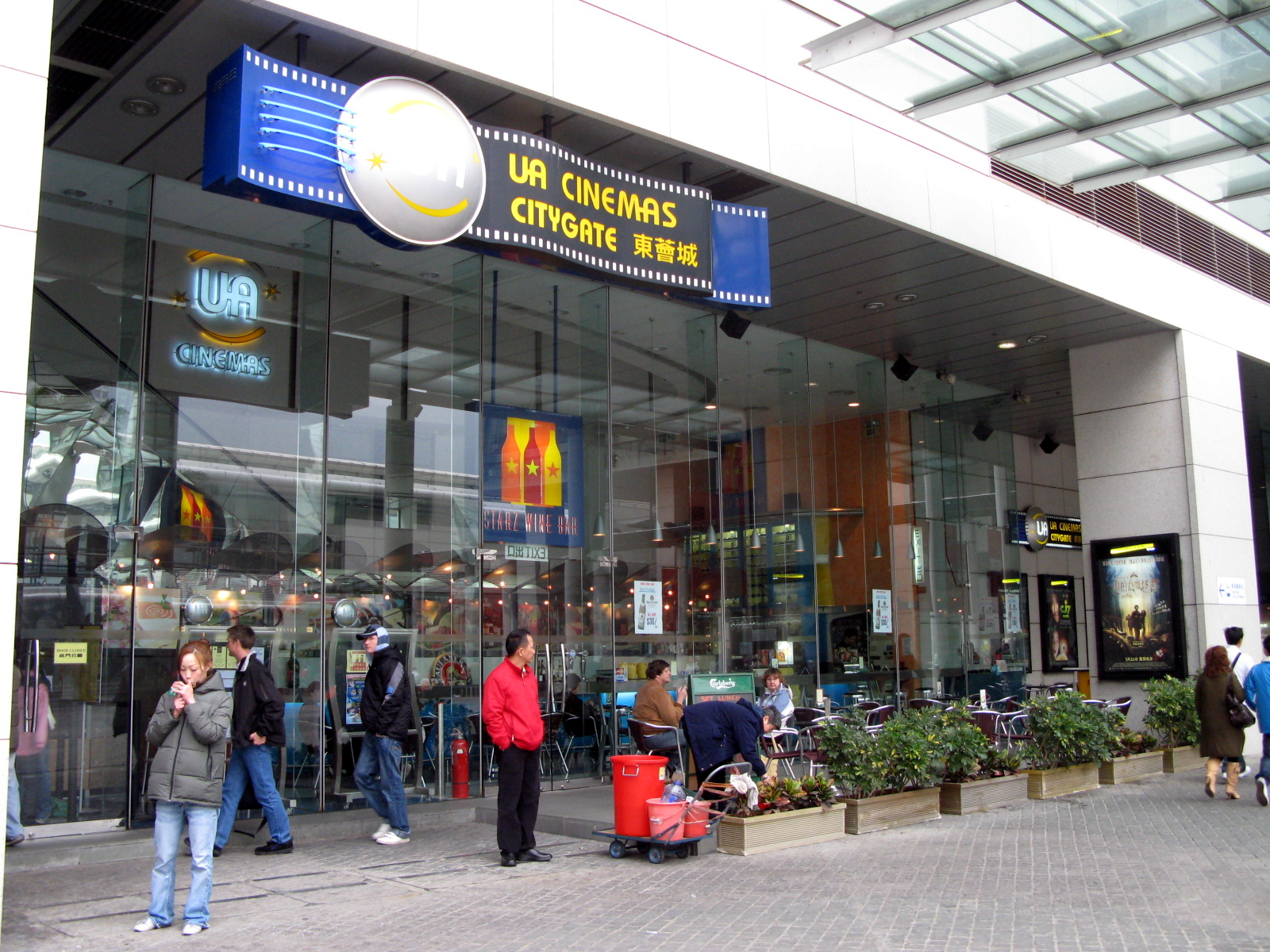
UA東薈城（2016年結業）
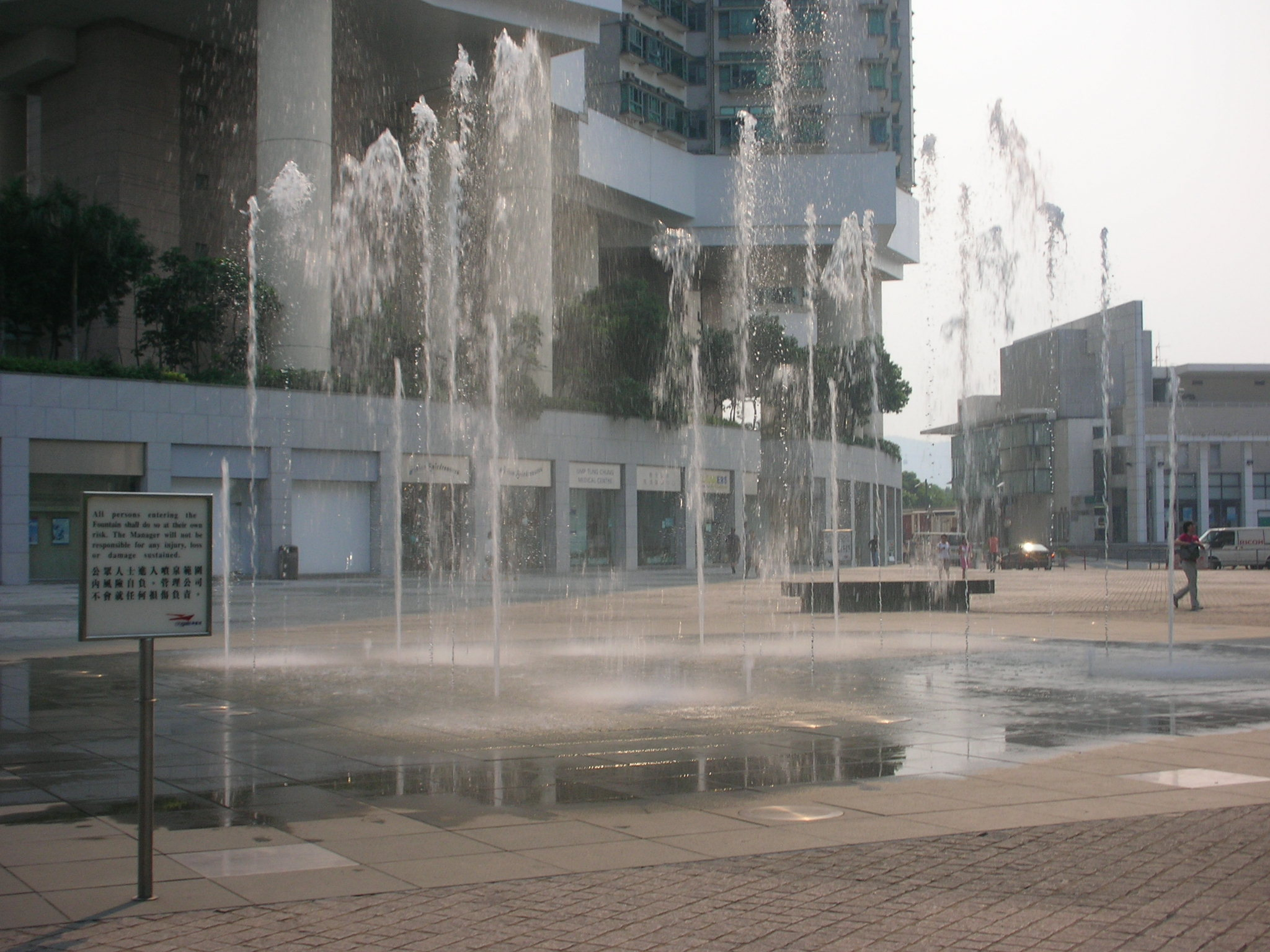
東薈城廣場上的音樂噴泉
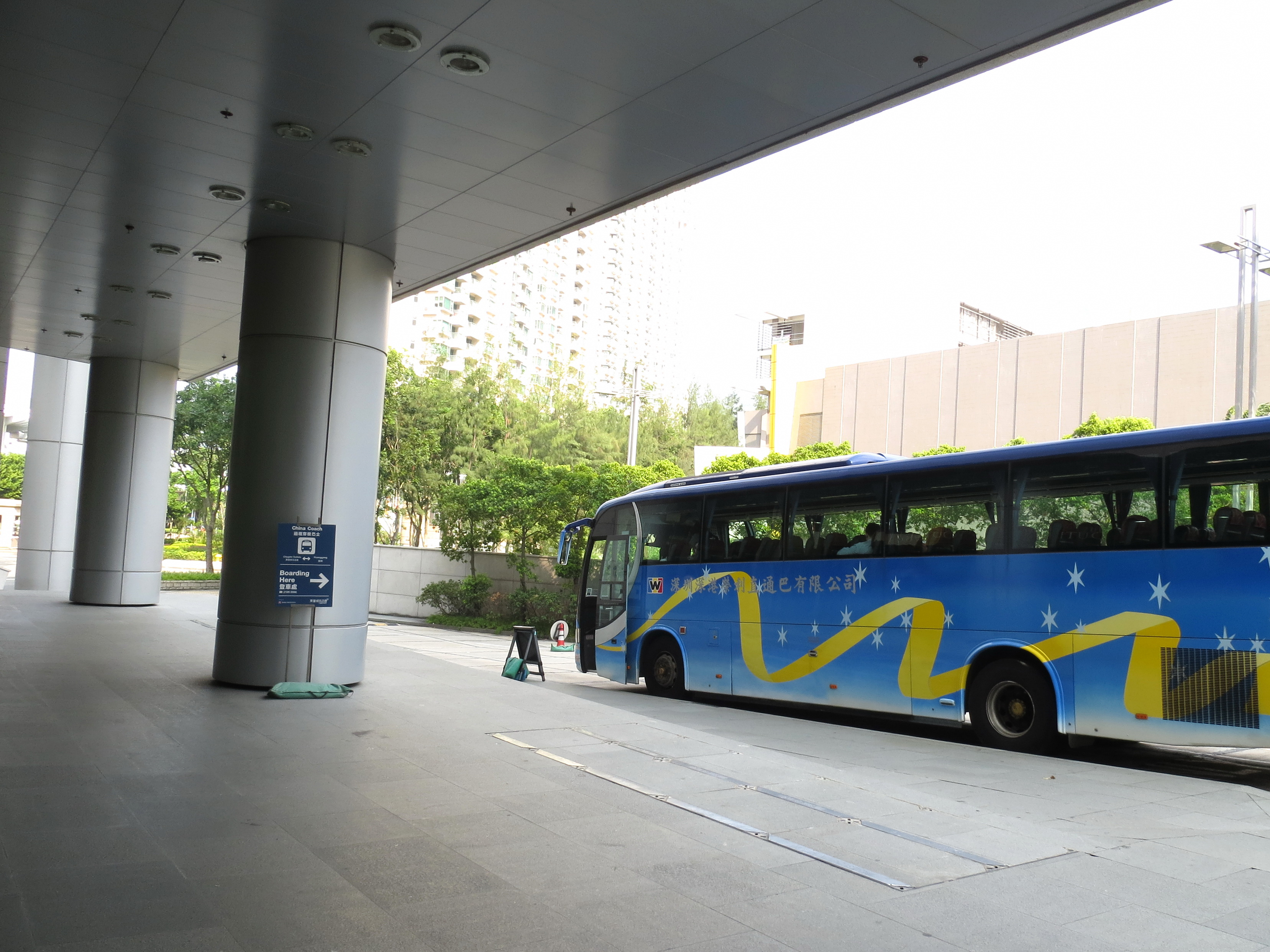
位於北面停車場地庫一層出口的過境巴士乘車地點（2012年）
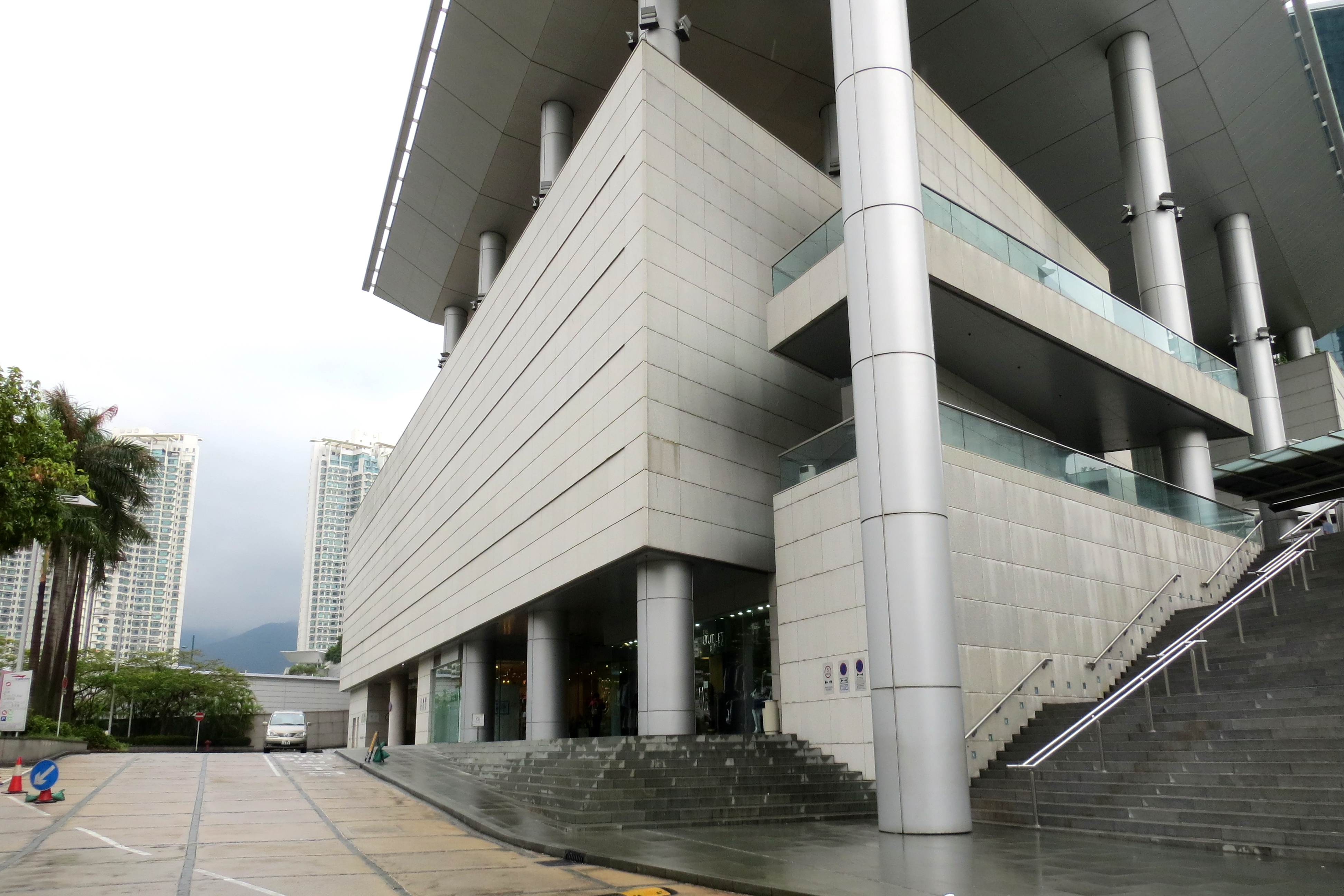
東薈城的北落客區（近文東路）
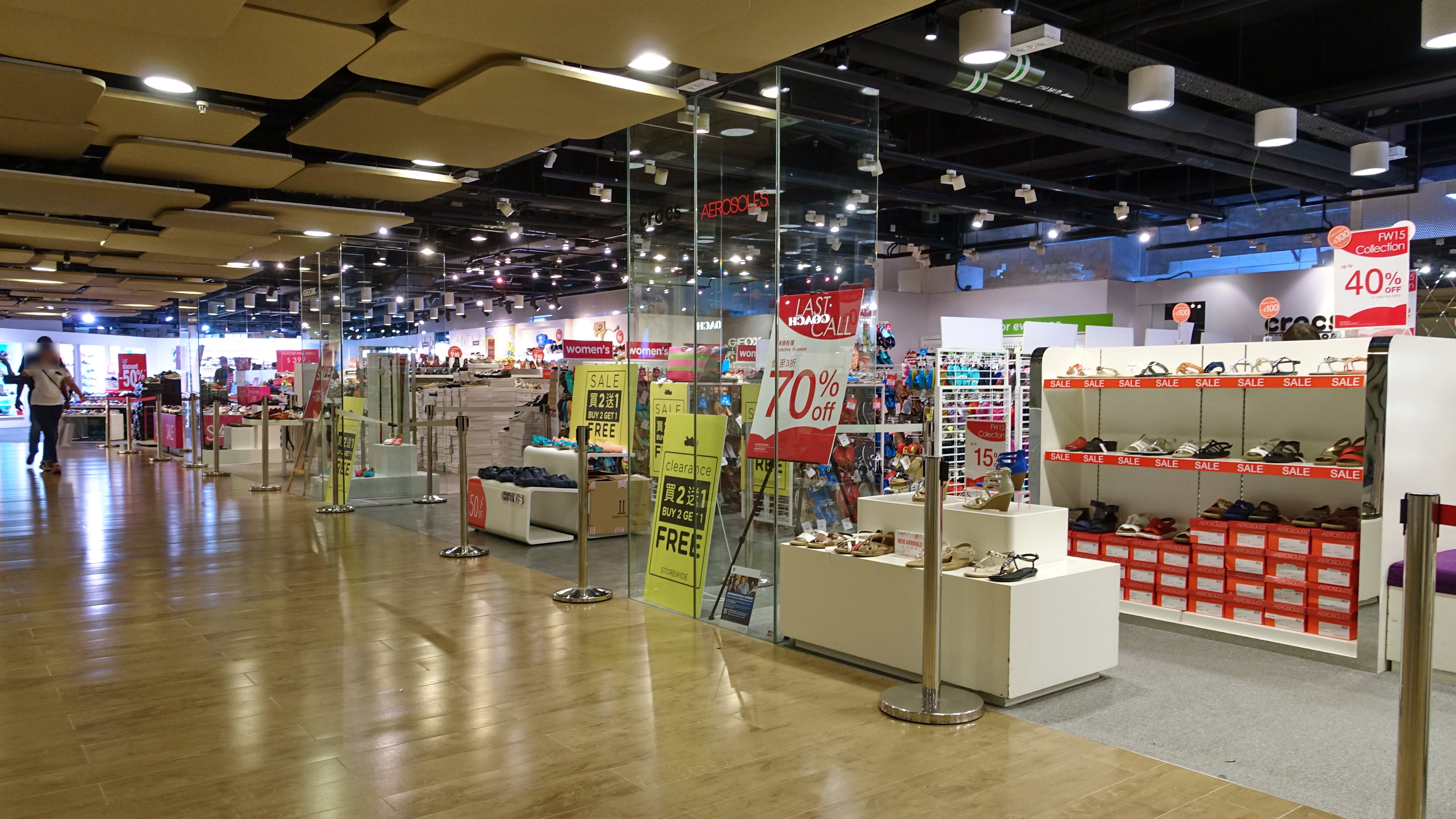
東薈城10樓的「拾寶倉」，目前成為樓上專門店（2020年結業）

## 參看
- 諾富特東薈城酒店
- 東薈城美憬閣酒店
- 東涌站 (東涌綫)

## 外部連結
- 東薈城名店倉官方網站（页面存档备份，存于）

22°17′23″N 113°56′27″E / 22.2898°N 113.9407°E